# أماندا لوكاس (ممثلة)
أماندا لوكاس (بالإنجليزية: Amanda Lucas)‏ هي ممثلة أمريكية، ولدت في 1 يوليو 1981.

## وصلات خارجية
- أماندا لوكاس (ممثلة) على موقع IMDb (الإنجليزية)
- أماندا لوكاس (ممثلة) على موقع قاعدة بيانات الفيلم (الإنجليزية)